# Isthmus faucium

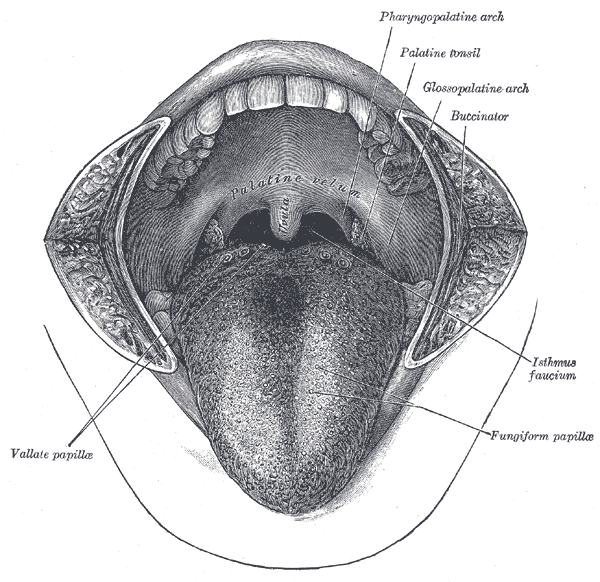
Blick auf den Isthmus faucium

Der Isthmus faucium (lat. für „Schlundenge“, „Rachenenge“) oder Schlundbogen ist die hintere Begrenzung der Mundhöhle und der Übergang zum Rachen, genauer zum Mundrachen (Pars oralis pharyngis, Oropharynx). An dieser Stelle verengt sich der Speiseweg. Der Isthmus faucium  wird oben durch das Gaumensegel (Velum palatinum) mit der Uvula, an der Seite durch vom Musculus palatopharyngeus gestützten hinteren (Arcus palatopharyngeus) und dem vom Musculus palatoglossus gestützten vorderen Gaumenbogen (Arcus palatoglossus) und unten vom Zungengrund begrenzt. 
Der Isthmus faucium stellt funktionell die Grenze zwischen dem willkürlich und dem unwillkürlich ablaufenden Anteil des Schluckakts dar.